# Rudolf Kleine (Politiker)
Rudolf Kleine (* 27. September 1918 in Helmstedt; † 2001) war ein deutscher Politiker. Er war Mitglied im sozialpolitischen Ausschuss der SPD und Bundesvorsitzender des Reichsbundes der Kriegs- und Zivilgeschädigten, Sozialrentner und Hinterbliebenen.

## Leben und Wirken
Rudolf Kleine durchlief von 1946 bis 1951 eine Ausbildung zum Journalisten. Über eine Redakteursstelle beim Reichsbund der Kriegsopfer, Behinderten, Sozialrentner und Hinterbliebenen e.V. (heute: SoVD) kam er 1953 zu weiteren Aufgaben innerhalb dieser humanitären Einrichtung. Zunächst war er von 1953 bis 1960 Leiter der parlamentarischen Verbindungsstelle des Reichsbundes in Bonn. Auf diese Weise wurde er mit der Kriegsopferpolitik bestens vertraut.
Nach Paul Neumanns Tod wurde Kleine zu dessen Nachfolger als 1. Bundesvorsitzender gewählt. Seine Amtszeit währte von 1961 bis 1979. Wenngleich in seiner Amtszeit der Grundstein für die „integ“ gesetzt wurde, legte er den Schwerpunkt weiterhin auf die Kriegsfolgenbewältigungspolitik.
Außerdem übernahm er 1962 den Aufsichtsratsvorsitz der Gemeinnützigen Reichsbund Wohnungsbau- und Siedlungs-GmbH. Daneben war er Mitglied des Beirats für die Rehabilitation der Behinderten beim Bundesministerium für Arbeit und Sozialordnung. Ab 1963 wirkte er als Vizepräsident des Weltverbandes der Behinderten (International Federation of Persons with Physical Disability – FIMITIC). Zehn Jahre später wurde ihm der Vorsitz des Ständigen Ausschusses für Europäische Angelegenheiten des Weltfrontkämpferverbandes (WFV) übertragen.
Sein Rücktritt vom Bundesvorsitz des Reichsbundes 1979 erfolgte offiziell aus gesundheitlichen Gründen, doch wurde bekannt, dass er aufgrund seines autoritären Führungsstils im Verband den Rückhalt eingebüßt hatte.
Der 2001 verstorbene Rudolf Kleine gehörte dem SPD-Landesverband Nordrhein-Westfalen an. Seine höchste politische Funktion übte er als Mitglied im sozialpolitischen Ausschuss beim SPD-Parteivorstand aus.

## Schriften
- Die Geschichte des Reichsbundes in ihrer Bedeutung für die Nachkriegsentwicklung der Sozialpolitik. In: Reinhart Bartholomäi, Wolfgang Bodenbender, Hardo Henkel, Renate Hüttel (Hrsg.): Sozialpolitik nach 1945. Geschichte und Analysen. Verlag Neue Gesellschaft, Bonn-Bad Godesberg 1977, ISBN 3-87831-244-X, S. 297–511.

## Auszeichnungen
- 1968: Bundesverdienstkreuz 1. Klasse
- Goldene Friedensmedaille durch Papst Paul VI.
- Großes Verdienstkreuz des Niedersächsischen Verdienstordens
- 1974: Großes Verdienstkreuz des Verdienstordens der BRD
- Großes Silbernes Ehrenzeichen für Verdienste um die Republik Österreich
- 1975: Ernst-Reuter-Plakette in Silber des Landes Berlin